# Abhimanyu Mishra
Abhimanyu Mishra (* 5. února 2009 New Jersey) je americký šachista. Dne 30. června 2021 se stal nejmladším hráčem, který kdy získal titul šachového velmistra. Dosáhl této kvalifikace ve věku 12 let, 4 měsíců a 25 dnů, čímž překonal Sergeje Karjakina, který se stal velmistrem roku 2002.

## Šachová kariéra
Již ve věku sedmi let, šesti měsíců a 22 dnů se v roce 2016 Mishra stal nejmladším šachistou americké šachové federace (USCF) se statusem „expert“; další podobné tituly a úspěchy na turnajích následovaly.
V únoru 2020 mu Mezinárodní šachová federace (FIDE) udělila titul mezinárodního mistra. V červnu 2021 obsadil Mishra první místo na turnaji Vezérképző Grandmaster Mix v Budapešti, když získal 7 bodů z 9 zápasů, a výkonem 2619 Elo splnil kritéria pro titul velmistra. Rekord Sergeje Karjakina tak překonal o více než 2 měsíce.
Mishra se zúčastnil FIDE World Cup 2021 v roce 2021, kde v prvním kole prohrál s Baadurem Džobavou.